# 대한산업미술가협회
대한산업미술가협회(大韓産業美術家協會)는 우리문화를 바탕으로 한국적인 디자인연구와 문화상품개발, 국제교류사업을 통해 우리나라 문화 산업진흥과 발전에 기여할 목적으로 1996년 7월 24일 설립된 대한민국 문화체육관광부 소관의 사단법인이다. 경기도 성남시 분당구 야탑1동에 있다.

## 연혁
1945년 12월 27일 '조선산업미술가협회(朝鮮産業美術家協會)'로 발족된 대한민국의 미술협회이다.

## 대상 분야
그래픽 디자인, 상업사진, 도자기, 염색, 목공예 등 공예의 여러 분야를 포괄적으로 다루고 있다.

## 주요 사업
- 한국적인 디자인개발 및 상품개발
- 국내산업체에 개발디자인 지원,산업의 문화화 추진
- 디자인 관련 학술행사